# Pe Werner
Pe Werner, Nome artístico de Pe Malou Werner (Heidelberg, 13 de outubro de 1960), é uma cantora e compositora alemã.
Após o Abitur Pe Werner permaneceu na região de sua cidade natal, apresentando-se em eventos locais. Após lançar seu LP de estreia, Weibsbilder, recebeu em 1990 o prêmio suíço Oltner Tanne. Em 1992 fez um tour pela Alemanha com apresentação solo intitulado Der kleine Lebenshunger zwischendurch.
Pe Werner é apontada pela imprensa como poetisa musical. Em suas apresentações e turnês, que fazem parte de sua pauta desde a década de 1990 até a atualidade, apresenta além de suas músicas também poemas e glosas, e relembra histórias de seu livro autobiográfico Mehr als Kribbeln im Bauch.
Em 6 de março de 2008 participou da pré-classificação da Alemanha ao Festival Eurovisão da Canção 2008, como compositora da música "Hinterm Ozean", interpretada por Carolin Fortenbacher, que ficou na final em segundo lugar com 49,5 %, saindo vencedor o grupo No Angels.
Seu décimo primeiro álbum, "Im Mondrausch", foi lançado em 3 de abril de 2009.

## Discografia
Posição = maior posição do álbum na Alemanha .

### Álbum
| Ano  | Título                      | Posição |
| ---- | --------------------------- | ------- |
| 1989 | Weibsbilder                 |         |
| 1991 | Kribbeln im Bauch           | 16      |
| 1993 | Los!                        | 27      |
| 1994 | Pe Werner                   | 51      |
| 1996 | Etepetete                   | 66      |
| 1998 | Eine Nacht voller Seligkeit |         |
| 2000 | Herzkönigin                 | 84      |
| 2002 | Beinfreiheit                |         |
| 2004 | Liebhaberstück              |         |
| 2006 | Dichtungen aller Art        |         |
| 2009 | Im Mondrausch               | 48      |
| 2009 | Mondpoesie                  |         |

### Outros
| Ano  | Título                              |
| ---- | ----------------------------------- |
| 1997 | Die Hits (Compilation)              |
| 2004 | Essential 1989 - 1996 (Compilation) |

### Singles
Na parada:
| Ano  | Título              | Posição |
| ---- | ------------------- | ------- |
| 1989 | Weibsbilder         | 54      |
| 1992 | Kribbeln im Bauch   | 16      |
| 1992 | Geld Zurück         | 52      |
| 1992 | Trostpflastersteine | 61      |
| 1993 | Mehr                | 55      |
| 1993 | Deine Stimme        | 53      |
| 1993 | Das Lebkuchenherz   | 73      |

## Livros
- 2002 - Mehr als Kribbeln im Bauch (Hannibal-Verlag)
- 2006 - Dichtungen aller Art (Hörbuch / Musik)
- 2009 - Mondpoesie (Hörbuch / Musik)

## Televisão
- 1998 - papel feminino "Pia Piano" na série em 13 capítulos do canal SWR "Schön war die Zeit"

## Condecorações
- 1991 Preis der deutschen Schallplattenkritik
- 1992 Echo (Melhor Artista Nacional Feminino)
- 1992 Fred-Jay-Preis
- 1995 Goldene Stimmgabel
- 2002 Lale Andersen Preis